# قرار مجلس الأمن التابع للأمم المتحدة رقم 1677
قرار مجلس الأمن التابع للأمم المتحدة رقم 1677، الذي اتخذ بالإجماع في 12 مايو 2006، بعد التأكيد على القرارات السابقة بشأن تيمور الشرقية، ولا سيما القرار 1599 (2005)، جدد مجلس ولاية مكتب الأمم المتحدة في تيمور الشرقية حتى 20 يونيو 2006.
تم تبني القرار بعد اضطرابات قتل فيها خمسة أشخاص في أعمال عنف غوغائية بعد إقالة جزء كبير من الجيش الوطني.

## تفاصيل
وأعرب مجلس الأمن عن قلقه إزاء الحوادث التي وقعت يومي 28 و29 أبريل / نيسان 2006 والوضع الذي أعقب ذلك، مع الاعتراف بدور الحكومة التيمورية في التحقيق في الحوادث. وبتمديد ولاية مكتب الأمم المتحدة في تيمور الشرقية، طلب المجلس من الأمين العام كوفي عنان تقديم تحديث عن الوضع ودور عملية حفظ السلام بهدف اتخاذ مزيد من الإجراءات.
وأخيراً، شجع القرار الحكومة والمؤسسات التيمورية على معالجة أسباب العنف الأخير بمساعدة مكتب الأمم المتحدة في تيمور الشرقية.

## روابط خارجية
- نص القرار في undocs.org